# Agromyza potentillae
Agromyza potentillae este o specie de muște din genul Agromyza, familia Agromyzidae. A fost descrisă pentru prima dată de Johann Heinrich Kaltenbach în anul 1864. Conform Catalogue of Life specia Agromyza potentillae nu are subspecii cunoscute.